# Filmografia de Will Smith
Will Smith é um dos mais bem-sucedidos atores e produtores em cinema e televisão. De 1990 a 1996, Smith estrelou a série televisiva The Fresh Prince of Bel-Air, que têm sido transmitida em várias redes de televisão desde seu lançamento e rendeu-lhe duas indicações ao Globo de Ouro de Melhor Ator em Série de Comédia. Dois anos mais tarde, Smith teve sua estreia no cinema com o filme de drama Where the Day Takes You, interpretando um deficiente físico que vive de esmolas nas ruas de Los Angeles. Em 1995, interpretou um explosivo detetive policial ao lado de Martin Lawrence em Bad Boys. No ano seguinte, Smith atuou como um fuzileiro naval no suspense de ficção científica Independence Day, dirigido por Roland Emmerich. O filme arrecadou mais de 817 milhões de dólares em todo o mundo, tornando-se a maior bilheteria do ano. Em 1997, Smith dividiu as telas com Tommy Lee Jones em na comédia de ficção científica Men in Black, que receberia duas sequências: Men in Black II (2002) e Men in Black 3 (2012).
Em 2001, Smith viveu o consagrado lutador Muhammad Ali no filme biográfico Ali, dirigido por Michael Mann. Sua performance foi altamente elogiada pela crítica e Smith foi indicado ao Óscar de Melhor Ator e ao Globo de Ouro de Melhor Ator em Filme de Drama. Em 2004, dublou o protagonista da animação Shark Tale e estrelou o ação de ficção científica I, Robot. No ano seguinte, estrelou como um consultor de relacionamentos na comédia romântica Hitch. Sua atuação como Chris Gardner do drama biográfico The Pursuit of Happyness (2006) rendeu-lhe outras indicações ao Óscar e Globo de Ouro como Melhor Ator. Em 2008, Smith estrelou a comédia de ação Hancock ao lado de Charlize Theron. Apesar das críticas negativas, o filme tornou-se seu oitavo trabalho consecutivo a arrecadar mais de 100 milhões de dólares em bilheterias somente na América do Norte. Em 2015, Smith interpretou o físico nigeriano Bennet Omalu no drama biográfico Concussion, pelo qual recebeu sua quinta indicação ao Globo de Ouro. No ano seguinte, Smith estrelou a ação Suicide Squad, terceira produção do Universo Estendido da DC.
Smith é o único ator superar a marca de 100 milhões de dólares em faturamento em oito produções consecutivas e 150 milhões de dólares em 10 produções consecutivas.
Em abril de 2007, a Newsweek considerou Smith o "mais poderoso ator de Hollywood". Smith foi indicado a quatro Globos de Ouro, dois Óscares da Academia, e venceu quatro Prêmios Grammy. Dezesseis de seus dezenove filmes acumularam mais de 100 milhões de dólares em todo o mundo, e cinco deles ultrapassaram os 500 milhões de dólares em faturamento mundial. Em pesquisa de 2013, os filmes estrelados por Will Smith somaram 6.6 bilhões de dólares em faturamento global.

## Filmografia

### Cinema
| Ano  | Título original                   | Papel | Papel    | Papel                     | Diretor               | Ref.   |
| Ano  | Título original                   | Ator  | Produtor | Papel                     | Diretor               | Ref.   |
| ---- | --------------------------------- | ----- | -------- | ------------------------- | --------------------- | ------ |
| 1992 | Where the Day Takes You           | Sim   |          | Manny                     | Marc Rocco            | [ 20 ] |
| 1993 | Made in America                   | Sim   |          | Tea Cake Walters          | Richard Benjamin      | [ 21 ] |
| 1993 | Degrees of Separation             | Sim   |          | Paul                      | Fred Schepisi         | [ 22 ] |
| 1995 | Bad Boys                          | Sim   |          | Detetive Mike Lowrey      | Michael Bay           | [ 23 ] |
| 1996 | Independence Day                  | Sim   |          | Capitão Steven Hiller     | Roland Emmerich       | [ 24 ] |
| 1997 | Men in Black                      | Sim   |          | Agente J                  | Barry Sonnenfeld      | [ 25 ] |
| 1998 | Enemy of the State                | Sim   |          | Robert Clayton Dean       | Tony Scott            | [ 26 ] |
| 1999 | Wild Wild West                    | Sim   |          | Capitão James West        | Barry Sonnenfeld      | [ 27 ] |
| 2000 | The Legend of Bagger Vance        | Sim   |          | Bagger Vance              | Robert Redford        | [ 28 ] |
| 2001 | Ali                               | Sim   |          | Muhammad Ali              | Michael Mann          | [ 29 ] |
| 2002 | Men in Black II                   | Sim   |          | Agente J                  | Barry Sonnenfeld      | [ 30 ] |
| 2003 | Bad Boys II                       | Sim   |          | Detetive Mike Lowrey      | Michael Bay           | [ 31 ] |
| 2003 | Ride or Die                       |       | Sim      |                           | Craig Ross Jr.        |        |
| 2004 | Jersey Girl                       | Sim   |          | Ele mesmo                 | Kevin Smith           | [ 32 ] |
| 2004 | I, Robot                          | Sim   | Sim      | Detetive Del Spooner      | Alex Proyas           | [ 33 ] |
| 2004 | The Seat Filler                   |       | Sim      |                           | Nick Castle           |        |
| 2004 | Saving Face                       |       | Sim      |                           | Alice Wu              |        |
| 2004 | Shark Tale                        | Sim   |          | Oscar (voz)               | Vicky Jenson          | [ 34 ] |
| 2005 | Hitch                             | Sim   | Sim      | Alex Hitchens             | Andy Tennant          | [ 35 ] |
| 2006 | ATL                               |       | Sim      |                           | Chris Robinson        |        |
| 2006 | The Pursuit of Happyness          | Sim   | Sim      | Chris Gardner             | Gabriele Muccino      | [ 36 ] |
| 2007 | I Am Legend                       | Sim   | Sim      | Dr. Robert Neville        | Francis Lawrence      | [ 37 ] |
| 2008 | Hancock                           | Sim   | Sim      | John Hancock              | Peter Berg            | [ 38 ] |
| 2008 | The Human Contract                |       | Sim      |                           | Jada Pinkett Smith    |        |
| 2008 | The Secret Life of Bees           |       | Sim      |                           | Gina Prince-Bythewood |        |
| 2008 | Lakeview Terrace                  |       | Sim      |                           | Neil LaBute           |        |
| 2008 | Seven Pounds                      | Sim   | Sim      | Tim Thomas                | Gabriele Muccino      | [ 39 ] |
| 2010 | The Karate Kid                    |       | Sim      |                           | Harald Zwart          | [ 40 ] |
| 2012 | This Means War                    |       | Sim      |                           | McG                   | [ 41 ] |
| 2012 | Men in Black III                  | Sim   |          | Agente J                  | Barry Sonnenfeld      | [ 42 ] |
| 2013 | After Earth                       | Sim   | Sim      | Cypher Raige              | M. Night Shyamalan    | [ 43 ] |
| 2013 | Anchorman 2: The Legend Continues | Sim   |          | Jeff Bullington           | Adam McKay            | [ 44 ] |
| 2014 | Winter's Tale                     | Sim   |          | O Juiz                    | Akiva Goldsman        | [ 45 ] |
| 2014 | Annie                             |       | Sim      |                           | Will Gluck            | [ 46 ] |
| 2015 | Focus                             | Sim   |          | Nicky Spurgeon            | Glenn Ficarra         | [ 47 ] |
| 2015 | Concussion                        | Sim   |          | Dr. Bennet Omalu          | Peter Landesman       | [ 48 ] |
| 2016 | Suicide Squad                     | Sim   |          | Floyd Lawton / Pistoleiro | David Ayer            | [ 49 ] |
| 2016 | Collateral Beauty                 | Sim   |          | Howard Inlet              | David Frankel         | [ 50 ] |
| 2017 | Bright                            | Sim   |          | Daryl Ward                | David Ayer            | [ 51 ] |
| 2019 | Aladdin                           | Sim   |          | Gênio                     | Guy Ritchie           | [ 52 ] |
| 2019 | Gemini Man                        | Sim   |          | Henry Brogan / Junior     | Ang Lee               | [ 53 ] |
| 2019 | Spies in Disguise                 | Sim   |          | Lance Sterling (voz)      | Troy Quane Nick Bruno | [ 54 ] |
| 2020 | Bad Boys for Life                 | Sim   |          | Detetive Mike Lowrey      |                       | [ 55 ] |
| 2021 | King Richard                      | Sim   | Sim      | Richard Williams          | Reinaldo Marcus Green | [ 56 ] |
| 2022 | Emancipation                      | Sim   |          | Peter                     | Antoine Fuqua         | [ 57 ] |
| 2024 | Bad Boys: Ride or Die             | Sim   |          | Detetive Mike Lowrey      | Adil e Bilall         | [ 58 ] |

### Televisão
| Ano  | Título original                                 | Papel | Papel    | Papel          | Ref.   |
| Ano  | Título original                                 | Ator  | Produtor | Papel          | Ref.   |
| ---- | ----------------------------------------------- | ----- | -------- | -------------- | ------ |
| 1990 | The Fresh Prince of Bel-Air                     | Sim   | Sim      | Ele mesmo      | [ 59 ] |
| 1992 | Blossom                                         | Sim   |          | Ele mesmo      | [ 60 ] |
| 1997 | Happily Ever After: Fairy Tales for Every Child | Sim   |          | Pinóquio (voz) | [ 61 ] |
| 2003 | All of Us                                       | Sim   | Sim      | Jonny          | [ 62 ] |
| 2012 | 2012 Kids' Choice Awards                        | Sim   |          | Ele mesmo      |        |
| 2022 | Bel-Air                                         |       | Sim      |                |        |